# Кинвид ап Кинвелин
Кинвид (валл. Cynwyd; около 491 или 520 год — ?) — король Калхвинеда (VI век).

## Биография
Кинвид был старшим из трёх сыновей Кинвелина ап Артуиса из Пеннинов. В его владения входили, возможно, область вокруг Каэр-Лериона и земли южнее. Вся эта территория получила название Кинвидион, видимо, от имени Кинвида.
Он женился на Перен, дочери Грейдала ап Артуиса ап Гармона, и у них было не однозначное количество сыновей. Кинвиду наследовал его сын Кадрод.
В триадах упоминается его сын Кинваур Хозяин-Защитник, как один из «Трёх Быков-Защитников» острова Британия. Кинфор Кадгатуг, добавлен как сын, в более поздних версиях и в триаде. Похоже, что «Кинвидион» — это племенное название, поскольку в §7 BGG говорится о «Трёхстах щитах Кинвидиона». Коэл Олд Льюис Данн в Пениарте добавляет еще двух сыновей, Карадога Лифна и Гвиона Гоха.